# Сінтар
Сінтар (рум. Sintar) — село у повіті Тіміш в Румунії. Входить до складу комуни Богда.
Село розташоване на відстані 391 км на північний захід від Бухареста, 37 км на північний схід від Тімішоари.

## Населення
За даними перепису населення 2002 року у селі проживали 16 осіб, з них 15 осіб (93,8%) румунів. Рідною мовою 15 осіб (93,8%) назвали румунську.